# Severn Beach
Severn Beach est un village du Gloucestershire, en Angleterre.